# Marshall Ridge
Marshall Ridge ist ein Gebirgskamm in den Denton Hills an der Scott-Küste des ostantarktischen Viktorialands. Er ragt bis zu 1175 m hoch zwischen dem Garwood Valley und dem Marshall Valley auf und erstreckt sich in ost-westlicher Ausrichtung.
Der Gebirgskamm wurde sehr wahrscheinlich von der durch Albert Armitage geleiteten Mannschaft zur Erkundung des Koettlitz-Gletschers während der britischen Discovery-Expedition (1901–1904) entdeckt. Eine Kartierung erfolgte allerdings erst während der britischen Terra-Nova-Expedition (1910–1913). Das New Zealand Antarctic Place-Names Committee benannte ihn 1982 in Anlehnung an das benachbarte Marshall Valley, dessen Namensgeber Eric Marshall (1879–1963) ist, Arzt und Mitglied der Südgruppe bei der Nimrod-Expedition (1907–1909) unter der Leitung des britischen Polarforschers Ernest Shackleton.